# Cirrhinus cirrhosus
Cirrhinus cirrhosus (Hindi नारैन) ist ein wirtschaftlich wichtiger Karpfenfisch, der auf dem indischen Subkontinent beheimatet ist.

## Beschreibung
Cirrhinus cirrhosus hat einen langgestreckten Körper, relativ große Schuppen, eine blau-grünliche Färbung mit sehr hellem Grundton auf dem Rücken, die zu den Flanken hin leicht gelblich wird. Die Flossen besitzen einen orangefarbenen bis rötlichen Saum. Die Fischart ist durch folgende Flossenformel gekennzeichnet: Dorsale 12–15, Anale 0.
Er kann bei entsprechendem Futterangebot bis zu einem Meter lang und 13 Kilogramm schwer werden, die Durchschnittslänge beträgt 30 Zentimeter. Verbürgt sind Fänge von 9,2 kg aus der Palm Tree Lagoon in Thailand und 15,4 Kilogramm aus Indien, im Godavari-Fluss in Indien erreicht diese Fischart angeblich 25 kg Höchstgewicht.

## Vorkommen und Lebensraum
Cirrhinus cirrhosus stammt aus dem Ganges und Brahmaputra und hat seine Verbreitung in vielen anderen indischen Strömen und Flüssen. Mittlerweile wurde er in zahlreiche asiatische Länder wie Bangladesch, Bhutan, Kambodscha, China, Laos, Malaysien, Mauritius, Myanmar, Nepal, Pakistan, Philippinen, Sri Lanka, Thailand und Vietnam eingeführt, so dass sein Genzentrum nicht mehr eindeutig bestimmt werden kann. Cirrhinus cirrhosus bewohnt überwiegend schnellfließende Flüsse und kann hohe Salzgehalte tolerieren.

## Lebensweise
Jungfische bis etwa fünf Zentimeter Länge sind noch omnivor, während Adulte sich fast ausschließlich herbivor ernähren. Cirrhinus cirrhosus frisst überwiegend Plankton und grast Algenrasen auf Steinen ab.
Die Fische laichen auf Sand- oder Lehmsubstrat in seichten Gewässerpartien mit Tiefen von 50 bis 100 Zentimetern ab. Ein sechs Kilogramm schweres Weibchen kann bis zu einer Million Fischeier mit einem Durchmesser von einem Millimeter ablegen.

## Nutzen und Gefährdungsstatus
In Indien hält man Cirrhinus cirrhosus in extensiven Teichwirtschaften, im Jahr 2008 wurden 463.520 Tonnen Fisch erzeugt. Obwohl er vielerorts in künstlichen Teichen gehalten wird, ist eine natürliche Vermehrung so nicht gegeben. Die Fortpflanzung muss künstlich induziert werden. Vor allem in der Zeit zwischen Juli und November ist die Nachfrage nach Setzlingen sehr hoch. Nach etwa drei Jahren erreichen die Fische die Größe von 40 Zentimetern bei einem Gewicht von etwa einem Kilogramm.
Außerdem spielt er als Sportfisch für Angler eine gewisse Rolle.
Da die Wildpopulation von Cirrhinus cirrhosus in ihrem natürlicher Lebensraum dem Cauvery-Fluss und Ganges anthropogenen Störungen ausgesetzt ist, wird er auf der Roten Liste der IUCN als gefährdet eingestuft. Es wird berichtet, dass Wildfänge um etwa 80 % zurückgegangen sind.